# بلدة مارماتون (كانساس)
بلدة مارماتون هي واحدة من اثنتي عشرة بلدة في مقاطعة ألين، كانساس، الولايات المتحدة. اعتبارًا من تعداد عام 2010، كان عدد سكانها 877. غالبية السكان هم من المزارعين.

## روابط خارجية
- US-Counties.com
- مدينة سيتي.كوم